# Alnus paniculata
Alnus paniculata är en björkväxtart som beskrevs av Takenoshin Nakai. Alnus paniculata ingår i släktet alar, och familjen björkväxter. Inga underarter finns listade.